# Franziska Tanneberger
Franziska Tanneberger (* 3. Januar 1978 in Ost-Berlin) ist eine deutsche Biologin. Sie ist Leiterin des Greifswald Moor Centrums und Mitglied des Rats für Nachhaltige Entwicklung.

## Leben
Franziska Tanneberger wuchs in Berlin-Pankow auf. Sie studierte Landschaftsökologie an der Universität Greifswald und an der englischen University of Reading. Von 2005 bis 2008 schrieb sie an der Universität Greifswald ihre Doktorarbeit über The Pomeranian population of the Aquatic Warbler – habitat selection and management. Nachdem sie zwischenzeitlich freiberuflich für das Landesumweltamt Brandenburg und als wissenschaftliche Mitarbeiterin am Helmholtz-Zentrum für Umweltforschung in Leipzig beschäftigt war, ist sie seit 2012 wissenschaftliche Mitarbeiterin an der Universität Greifswald. Seit 2015 ist sie ferner Leiterin des Greifswald Moor Centrums (GMC). An der Universität Greifswald habilitierte sie sich 2023 mit einer Arbeit zur Biodiversität in den mittel- und osteuropäischen Ökosystemen im Kontext von Naturbelassenheit und Paludikultur.
Seit 2018 ist sie Vorstandsmitglied der Deutschen Ornithologen-Gesellschaft.
Franziska Tanneberger ist auch politisch aktiv: Für 2020/2021 wurde sie von Ministerpräsidentin Manuela Schwesig (SPD) in den Zukunftsrat Mecklenburg-Vorpommern berufen, den sie gemeinsam mit Henning Vöpel leitete. Auf der Liste der Sozialdemokratischen Partei Deutschlands wurde sie vom Landtag Mecklenburg-Vorpommern als Mitglied der 17. Bundesversammlung nominiert, die am 13. Februar 2022 zur Wahl des Bundespräsidenten tagte. Sie wurde jedoch nicht Mitglied der Bundesversammlung; für sie rückte die SPD-Landtagsabgeordnete Nadine Julitz nach. 2023 wurde sie von Bundeskanzler Olaf Scholz (SPD) für drei Jahre in den Rat für Nachhaltige Entwicklung berufen.
2024 wurde sie für ihre Forschung zu Mooren und deren Rolle für Klima und Biodiversität mit dem Deutschen Umweltpreis ausgezeichnet.

## Forschungsinteressen
Tannebergers Forschungsschwerpunkt liegt auf der Wiederherstellung von entwässerten Mooren und der Restaurierung von Mooren, die durch Torfabbau und andere menschliche Aktivitäten beschädigt wurden. Sie entwickelt und untersucht neue Methoden zur Wiederherstellung von Mooren, einschließlich der Nutzung von Pflanzen, um den Zustand von Mooren zu verbessern. Sie forscht zu Vegetation, Biodiversität und Torfbildungsprozessen in wiedervernässten Niedermooren, zu einer Moorkarte Europas, zu Management von Auenlebensräumen im Unteren Odertal, Kohlenstoffzertifikaten aus dem Moorklimaschutz und der Paludikultur. Tanneberger ist auch an internationalen Projekten beteiligt, die sich mit der Wiederherstellung von Mooren in Europa und Asien befassen.

## Schriften (Auswahl)
- mit Wendelin Wichtmann (Hrsg.): Carbon credits from peatland rewetting : climate – biodiversity – land use ; science, policy, implementation and recommendations of a pilot project in Belarus. Schweizerbart Science Publishers, Stuttgart 2011, ISBN 978-3-510-65271-6.
- mit Hans Joosten (Hrsg.): Mires and peatlands of Europe : status, distribution and conservation. Schweizerbart Science Publishers, Stuttgart 2017, ISBN 978-3-510-65383-6.
- mit Larmola Tuula et al.: Chapter 5 Europe. In: UNEP (Hrsg.): Global Peatlands Assessment – The State of the World’s Peatlands: Evidence for action toward the conservation, restoration, and sustainable management of peatlands. Main Report. Global Peatlands Initiative. United Nations Environment Programme, Nairobi. 2022, S. 123–154, online.
- mit Jürgen Kreyling et al.: Rewetting does not return drained fen peatlands to their old selves. In: Nature Communications 12, 2021, online.
- mit Justyna Kubacka (Hrsg.): The Aquatic Warbler conservation handbook. Landesamt für Umwelt, Potsdam 2018, ISBN 978-3-00-059256-0 online.
- mit Vera Schroeder: Das Moor. Über eine faszinierende Welt zwischen Wasser und Land und warum sie für unser Klima so wichtig ist. dtv, München 2023, ISBN 978-3-423-28324-3.

## Projekte (Auswahl)
- 2017–2019: REPEAT: Restoration and prognosis of peat formation in fens linking diversity in plant functional traits to soil biological and biogeochemical processes, gefördert von ERA-Net/DFG
- 2012–2015: WETSCAPES: Stoffumsetzungsprozesse an Moor- und Küstenstandorten als Grundlage für Landnutzung, Klimawirkung und Gewässerschutz, Exzellenzinitiative des Landes Mecklenburg-Vorpommern
- 2012–2015: Erhaltung und Wiederherstellung von Lebensräumen für den Seggenrohrsänger im NP Unteres Odertal, gefördert vom Bundesamt für Naturschutz
- 2011–2013: Integrierter Moor-Standard (TEEB-Implementierung), gefördert vom Bundesamt für Naturschutz
- 2010–2013: VIP – Vorpommern Initiative Paludikultur, gefördert vom Bundesministerium für Bildung und Forschung
- 2005–2008: Die Pommersche Population des Seggenrohrsängers (Acrocephalus paludicola) – Habitatwahl und Habitatmanagement, gefördert von der Deutschen Bundesstiftung Umwelt

## Auszeichnungen (Auswahl)
- 1998: Erster Preis BundesUmweltWettbewerb (Deutschland)[5]
- 2011: Erste Preisträgerin des UNEP/CMS Thesis Award: “The Pomeranian population of the Aquatic Warbler (Acrocephalus paludicola) – habitat selection and management”[6]
- 2024: Deutscher Umweltpreis[4]